# 二刀流

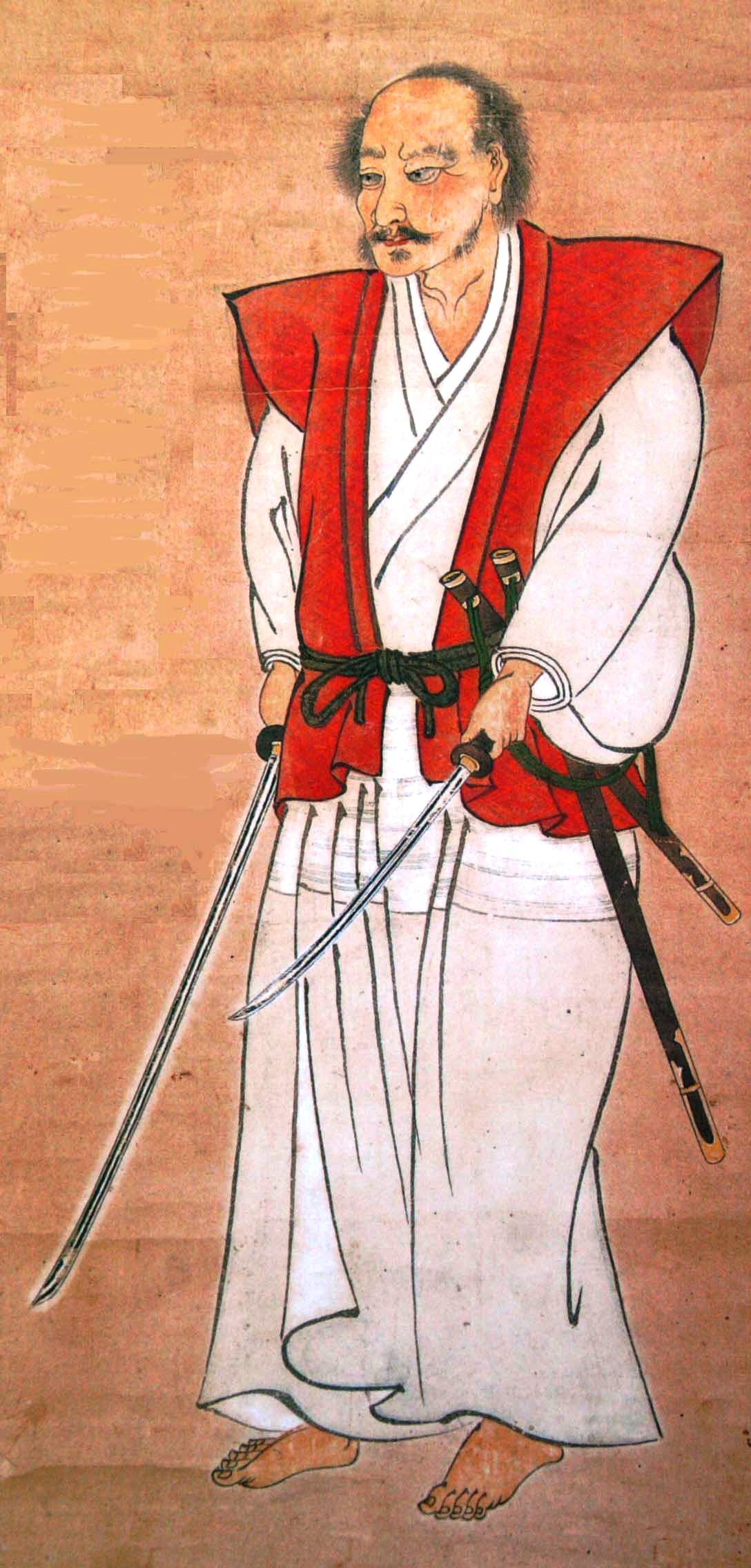
宮本武蔵の下段の構え

二刀流（にとうりゅう）は、両手（右手と左手）にそれぞれ刀もしくは剣を持って、攻守をおこなう技術の総称。二刀剣法とも呼ばれる。
転じて、二つの異なる手段をもって事にあたること、あるいは同時に二つのことを行うことを意味するようにもなった。拳銃を使う場合は二丁拳銃と言う。英語においては武器の種類を問わず「Dual wield（Dual 2重の、一対。wield 振るう、振り回すなどの意）」と表現する。

## 日本

### 剣術

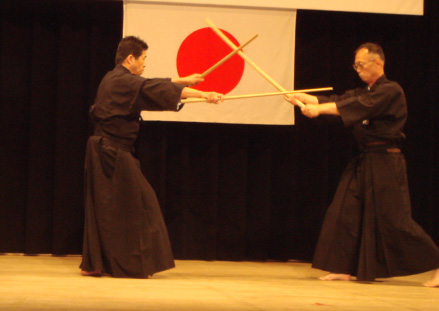
二天一流の演武

日本の剣術の二刀流は、利き手に本差を、反対側の手に脇差を持った形が最も多い。二刀を中心とする流派は少ない。二刀流を重視する流派としては、宮本武蔵が開いた二天一流が最も有名である。
二刀剣法の技術は、多くの古武道で継承されているが、形は様々で、左手に打刀を持つものや、逆手で扱うもの（片方だけ逆手の場合もあり、当然もう片方は順手で扱う）、珍しいものでは二振りの脇差を使う、二刀小太刀術（柳生心眼流、天道流など）や二丁十手、二丁鎌なども存在する。手裏剣術では、片手に刀を持っていることを前提にして逆の手で手裏剣を打つ技もある。一刀で行う剣術に習熟する方法として、まず二刀を練習して慣れてきたら一刀に戻すという方法が行われることもあった。
中国や東南アジアの影響が多い琉球古武術では、釵やトンファー等の武器を両手に一つずつ持って使う。

#### 流派
- 二天一流（二刀が主流）
- 武蔵円明流
- 天真正伝香取神道流
- 新陰流
- 心形刀流
- 柳剛流
- 影山流
- 大石神影流
- 徳永双流
- 渋川流（現存する広島藩伝の渋川流には二刀剣術が伝わっている）
- 神道夢想流（打太刀が二刀の形がある）
- 駒川改心流（小太刀と帯刀状態の太刀の二刀で両刀居合詰と称する）
- 大東流の合気二刀流（大東流は柔術を主体とした流派）
- 柳生心眼流（甲冑組討を主体とした総合武術、小太刀の二刀、太刀と鞘での二刀等）
- 天道流（小太刀の二刀を使う技法がある）
- 一角流（十手と鉄扇の二刀技法）
- 浅山一伝流（陣鎌術に二丁鎌を使う技法がある）
- 西岡是心流（通常は長太刀をもつ右手に小太刀をもつ特殊な二刀流）
- 二刀鉄人流

#### 人物
- 新田義貞 - 「太平記」では両手に持った太刀で矢を次々と叩き落とす場面が描かれている。
- 山口卜真斎 - 江戸時代初期の武芸者。
- 宮本武蔵 - 江戸時代初期の剣客。円明流と二天一流の創始者。
- 河西忠左衛門 - 二刀流の使い手として藩外にも知られていた彦根藩一の剣豪。桜田門外の変において奮戦した。
- 桂早之助 - 京都見廻組の一員で近江屋事件に関与したという。西岡是心流。
- 服部武雄 - 新選組隊士。のち御陵衛士。油小路事件では二刀で奮戦した。
- 高橋筅次郎 - 幕末から明治の剣客。田宮神剣流。
- 奥村左近太 - 幕末から明治の剣客。奥村二刀流の創始者。
- 三橋鑑一郎 - 幕末から明治の剣客。武蔵流。「蟹の三橋」の異名をとった。
- 奥村寅吉 - 奥村左近太と三橋鑑一郎から二刀流の免許皆伝を受けた。

### 剣道

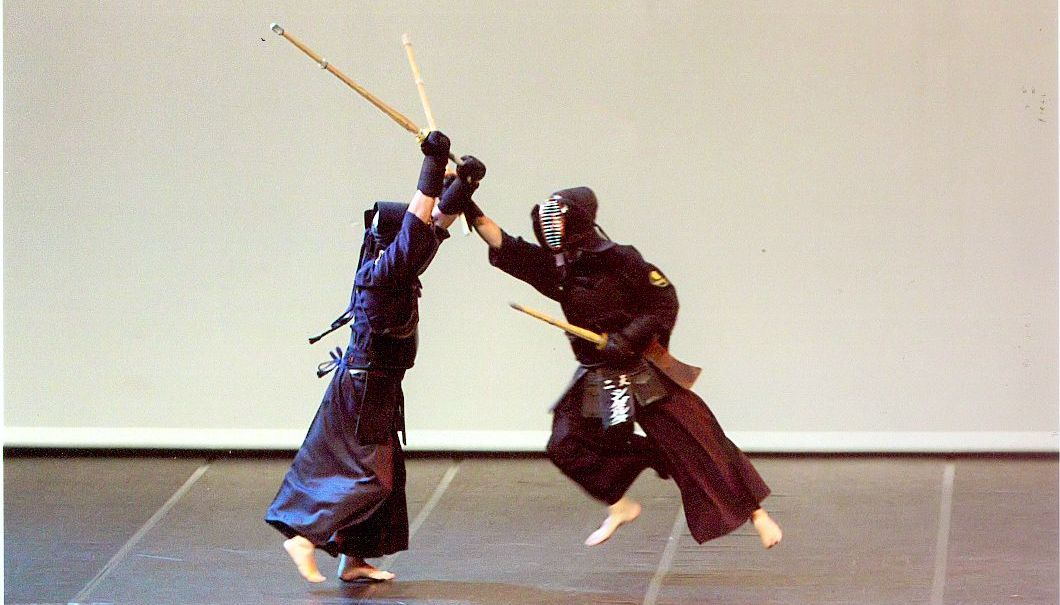
二刀流の剣道選手

現代の剣道では、成年者は二刀流を公式試合で使うことが認められているが、使用者の数は少ない。昭和初期に学生の間で、団体戦において二刀流の選手を防御一辺倒の引き分け要員とする手段が横行したため、一部の学生大会では二刀流を禁止するようになった。太平洋戦争後に発足した全日本剣道連盟も戦前に倣って学生の二刀流を禁止し、二刀流を学ぶ者は非常に少なくなった。伝統の断絶を危惧する声もあり、1992年（平成4年）に大学剣道では解禁された。現在は徳島県警の山名信行が二刀流の使い手として知られている。
試合では、基本は小太刀で敵の攻撃を受け流し、太刀で打つ。太刀は一般の物より短めの竹刀を使う。小太刀は防御や崩しが中心で、完璧な形で決まれば小太刀の打突も有効打突となる場合もあるが、間合いの短い小太刀で完璧な打突は決まる事がほとんど無いうえ、太刀での打突に比べて判定自体も厳しくなるので、事実上有効打突とされないという認識が一般的である。かつて、二刀流の相手に対しては胸突きが認められていた時期があったが、1995年のルール改正以降は認められていない。

#### 著名な遣い手
- 藤本薫 - 昭和9年の天覧試合で準優勝した二刀流の剣道家。
- 萱場照雄 - 昭和15年の天覧試合で準優勝した二刀流の剣道家。
- 乳井義博 - 積極的に二刀を教えた人物で、萱場にも二刀を伝授した。
- 戸田忠男 - 最難関の剣道八段審査に二刀流で合格。また、上段の構えで全日本剣道選手権大会優勝2回。

### スポーツチャンバラ
スポーツチャンバラでは、二刀流が義務づけられる種目・二刀の部が存在する。公式戦においては小太刀と長剣の組み合わせで、全長160cm以下とされている。また、異種の部でも二刀流が認められている。

## ヨーロッパ

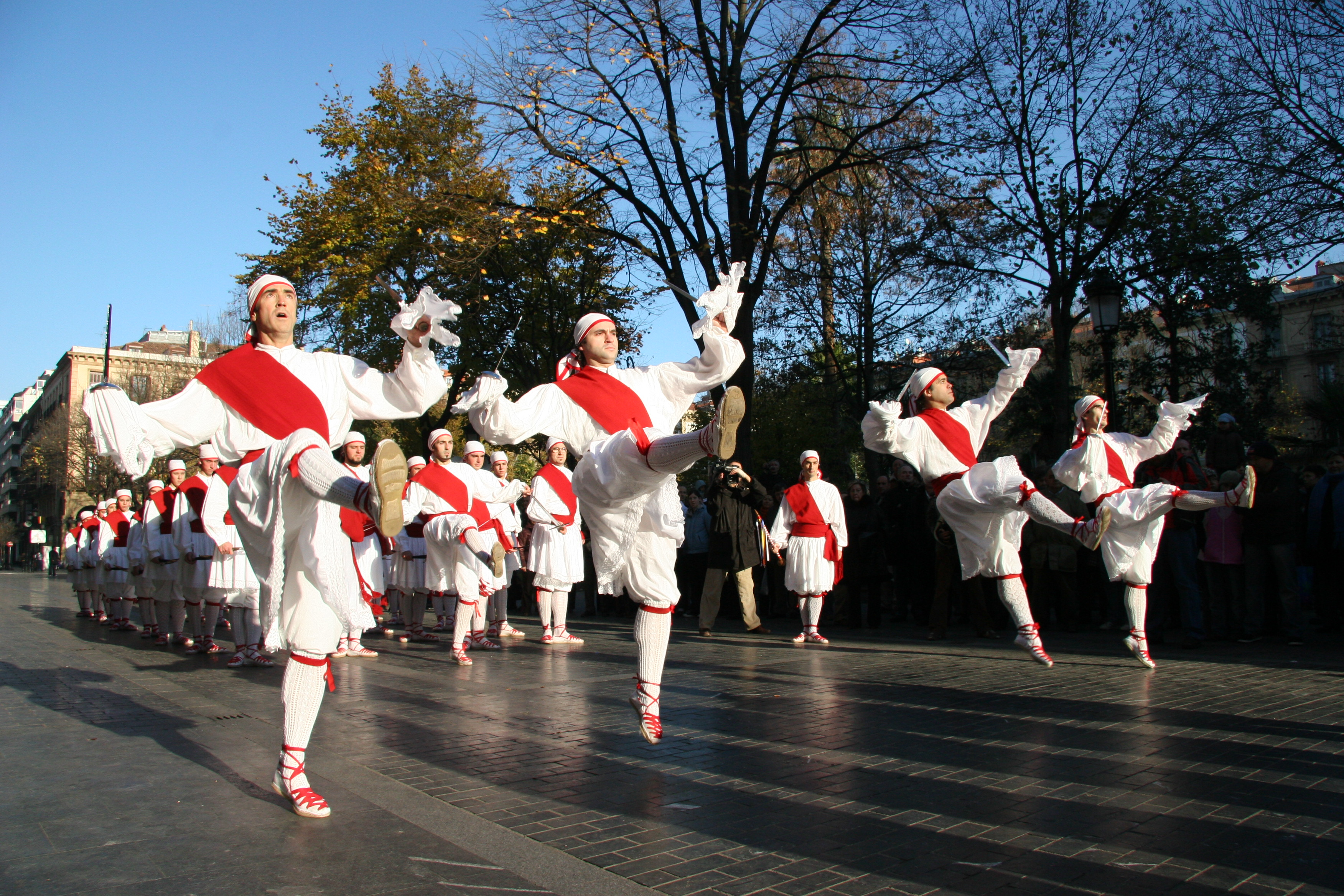
バスク地方の剣舞

剣闘士
古代ローマの剣闘士にはシーカやグラディウスの二刀流で戦うディマカイルスがいた。
バイキング
使用した技法の一つに、剣2本の二刀流のほか、斧と剣、槍と剣といった異なる種類の武器の二刀流があった。しかし、正式な技法ではなくあくまで緊急時の例外的な使用法だと言われている。その他、中世の二刀流に関する技法に対する文献は少なく不明である。
ルネサンス期（近世）
二刀流の技法が正式な技法として研究されるが、刀剣を二本携帯することは珍しく、特殊な決闘か道場の訓練でしか使われなかったという説がある。
コンパニオン ウェポン
コンパニオン ウェポンとは、レイピアや剣を持つ手とは反対の手に持つ盾やパリングダガー等の武器のことである。
ヨーロッパの西洋剣術でレイピアにおける二刀流は 左手のマンゴーシュという短剣と併用される。フェンシングや剣道から見ると奇異だがレイピア＆マンゴーシュの組み合わせは非常にポピュラーであった。西洋では元来剣は右手、左手は盾で防御という概念の上に構成されているため二刀流は左の盾と考えると困難なものではない。また、突きが主な攻撃なので、斬りよりも防御しやすいという点もある。
このマンゴーシュには大型の鍔がついていたり十手のように鍔がフックとなっていたりするので、相手の剣を受け止めると動けなくなる。片手に短剣の二刀流の利点は間合いが長短二つあることだ。特に突きは離れた間合いから両者は急速に接近するので一撃目が失敗しはじかれても 次はダガーで脇腹をさすことができる。
ルネッサンス期のイタリアではフェンシングの技術として、利き手でレイピア、逆の手で短剣を扱う技術があったが、防御専門であり用途は盾に近い。

## 中東
中東イスラム圏では9世紀のアッバース朝時代に、現在のイランで半独立政権ターヒル朝を樹立した武将 ターヒル・イブン・フサインの名が挙げられる。ターヒルは隻眼の武人でよく双刀を使い、「2本の右手を持った人」と渾名されたという。

## 中国・東南アジア

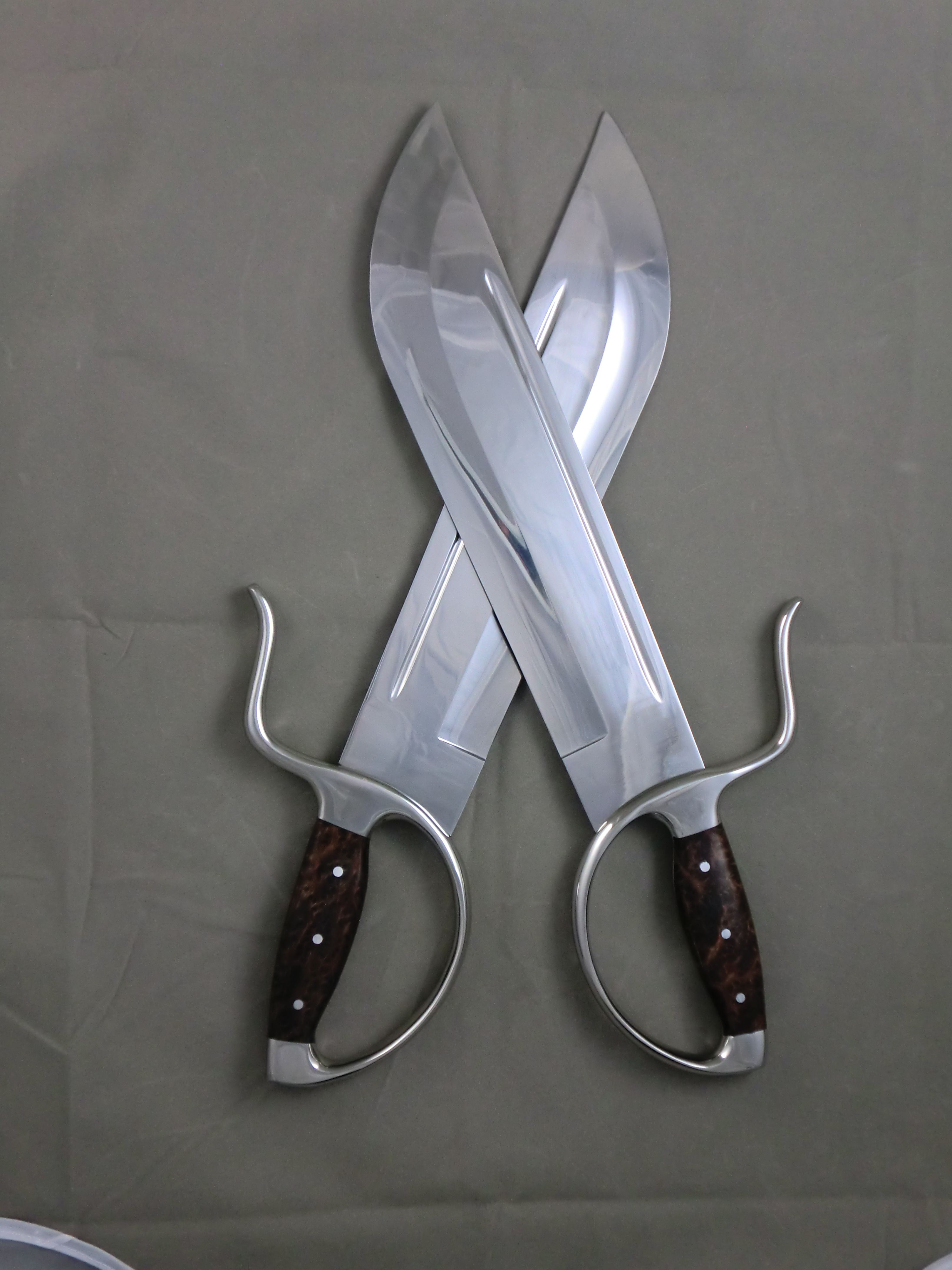
近代の中国武術の武器蝴蝶双刀

中国の剣術では双剣や双刀、東南アジアではシラットやエスクリマ、クラビー・クラボーンなどの武術で二刀流（東南アジアや中国では、短棒二本や短剣二本や長短の剣など二刀流のバリエーションが多い）が行われた。

## ロシア
ウクライナの伝統舞踊ホパークで、二本の剣を持つものがある。

## 比喩表現としての二刀流

### 野球における二刀流
野球において、指名打者制を用いる場合に投手と野手（または指名打者）を兼任する選手も二刀流(「二投流」とも表現される) (Two-way player) と呼ばれる。
近年はほとんど存在しなかったタイプの選手であるが、2013年からの大谷翔平の挑戦が、日本、アメリカ両国で話題を呼んだ。

### その他の二刀流
- 西部劇等で、同時に二丁の拳銃を扱うことは、「二丁拳銃」と呼ばれる。
- 俗語、隠語として、両性愛者（主に男性）を二刀流と表現する場合もある。両刀使いとも表す。
- 酒と甘味の両方を好む人のことを指す。
- 柔道や空手・ボクシングなどにおいて、左右両方の構えや組手で戦える選手、すなわちスイッチヒッターのことを指す。ノニト・ドネアは宮本武蔵を敬愛し、二刀流として活躍している[4]。
- 柔道では左右両方の組手を扱う場合に二刀流と言う。
- サッカーではフィールドプレイヤーとゴールキーパーの兼任を指すが、通常の国際試合では兼任は認められていない[要出典]。キーパーのオーバーラップやシュートは可能。キーパーがレッドカードや怪我により退場し、しかも交代枠を使い切っている場合や控えキーパー選手が居ない場合は、フィールドプレイヤーがキーパーをつとめるケースは少なくない。この場合、その選手は、キーパーの選手からキーパーのユニフォームを借りて着てプレーする。
- 野球のプレイング・マネージャーも二刀流といえる。
- 平野歩夢や橋本聖子など夏と冬の全く違う競技に出場する選手。
- お笑いグループが漫才とコントの双方を得意とする場合に「二刀流芸人」などと呼ぶことがあり[5]、2025年から「漫才&コント 二刀流No.1決定戦」という副題を持つ賞レース『ダブルインパクト』が開催されているほか、過去には『お笑い二刀流 MUSASHI』という特別番組や、二刀流ではなく「バイアスロン」と例えた『お笑いバイアスロン』というコンテストが存在した。

### 二足の草鞋
前出の大谷の影響もあり、二つの職業やスポーツなどを兼ねる（二足の草鞋を履く）という意味合いでも使用されるようになった。
- アイドルグループとガールズバンドの両方の要素を持つ凸凹凸凹-ルリロリ-が「ダンスとバンドの二刀流」を掲げて活動していた[6]。
- 平昌オリンピックでアルペンスキースーパー大回転とスノーボードパラレル大回転の異なる2種目で金メダルを獲得したエステル・レデツカ（チェコ）が「スノボとスキーの二刀流」と報道されたりしている[7][8]。
- 同じく平昌オリンピックでフリースタイルスキーモーグルにて銅メダルを獲得した原大智はのち日本競輪学校特別選抜試験を受験し合格、競輪選手となったが、競輪デビュー後も暫くはモーグル競技も並行して継続した。原は続く北京冬季オリンピックフリースタイルスキーモーグルでも決勝に進出したが、その直後の全日本フリースタイルスキー選手権大会出場をもってモーグル競技は引退、それ以降は競輪に専念している。
- 橋本聖子、関ナツエはスピードスケートの選手だが、自転車競技でもオリンピックに出場、夏冬両方の出場選手となった。
- 野沢尚は城戸賞受賞の脚本家であるが、のちに江戸川乱歩賞を受賞、小説家としてもデビューし、双方で同時期に活躍した。
- 松下奈緒は女優とピアニストの活動を同時に続けている。
- 鈴木大介は将棋棋士でプロ雀士である。
- 一力遼は囲碁棋士で実業家である。